# Diagilewo (rejon totiemski)
Diagilewo (ros. Дягилево) – wieś w Rosji, w rejonie totiemskim obwodu wołogodzkiego. W 2010 r. liczyła 3 mieszkańców.